# Курско-Орловская группа говоров
Говоры Курско-Орловской группы являются центральной группой южнорусского наречия. С востока и запада граничит с переходными межзональными группами южнорусского наречия.

## Фонетика

### В области согласных
- Наличие фрикативного /ɣ/, на месте севернорусского и литературного смычного /г/. Оппозиция по звонкости/глухости /ɣ/ — /х/[1][2].

- Отсутствие губно-зубного звука /ф/. Произношение /хв/ и /х/ на месте /ф/: хвартук, хворма, конхета, шахванер, кохта и т.д[3][4].

- Как следствие отсутствие оглушения /в/ в /ф/ на конце слов[5].

- Замена /хв/ на губно-губное /ф/: фост, фалить.
- Частое произношение на месте /в/ губно-губных /ў/, /w/, /ув/, или гласного /у/ в западной и центральной группе: праўда, унук, оўса, уремя, усех, домоў, столоў, ув армию, ува сне, увашли[6].

- Эпентетические (протетическое) /в/ или /ў/ перед /о/ и /у/ (особенно ударными): во́кна, ву́лица, ву́тки[7].

- Отвердение мягких губных /м, б, п, в~ў/ на конце слов: любов, голуп, сем[8].

- «Щоканье» и «соканье» — произношение на месте ч мягкого /ш’/ и на месте /ц/ — /с/: щай, ущениса, куриса, шо[9][10][11].

- Произношение «щ», «сч», «ждж» как долгих мягких /ш’ш’/ и /ж’ж’/ или твёрдых /шш/ и /жж/[12][13].

- Отсутствие дзеканья и цеканья — отсутствие свистящего призвука у мягких /д'/ и /т'/[14].
- Прогрессивное ассимилятивное смягчение /к/ после мягких согласных: Ванькя, Петькя, Санькя.

### В первом предударном слоге
- Аканье — неразличение безударных /о/ и /а/ в первом предударном слоге[15][16].
  - Аканье диссимилятивное (расподобление ударного и предударного гласных): травинкой — травой — тръва; вадичка — вадой — въда[17].

- Яканье — произношение /а/ на месте гласных /э/, /о/ и /а/ в первом предударном слоге после мягких согласных[18][19][20].
  - Яканье диссимилятивное: пято́к — пита́к, сяло́ — сила́, стя́ной — стина́[21]. А также характерное произношение: тебе — тябе, меня — мяне.

- Иканье — произношение /и/ на месте гласных /э/, /о/ и /а/ в первом предударном слоге после мягких согласных в части говоров: пито́к, сила́, стина́[18][20].

### В заударных и втором (и далее) предударном слогах
- Иканье — в большинстве говоров произношение /и/ на месте безударных /э/, /о/ и /а/ после мягких согласных вместо принятого литературного редуцированного /ь/: вы́нис, вы́тину, по́иса, вы́види, о́зиро, за́иц, ме́сиц и т.д[22][23].

- Аканье — в части говоров произношение /а/ на месте безударных /о/, /а/ или /ы/ после твёрдых согласных вместо принятого литературного редуцированного /ъ/ или /ы/: ко́лас, хо́лад, малако́, стараны́, вы́мал, вы́бал[24][25][26].

- Ыканье — в некоторых говорах произношение /ы/ на месте безударных /о/, /а/ после твёрдых согласных: ко́лыс, хо́лыд, мылако́, стыраны́[27][24].

## Морфология

### Глагол
- Окончание глаголов 3 л. ед. числа -ть, отражающие древнерусское -ть, вместо севернорусского и литературного -т[28]: он несеть, она идеть.
- Окончание глаголов 3 л. мн. числа -ть, вместо севернорусского и литературного -т: они несуть, они идуть, они сидять, они косють, они пишуть
- Окончание глаголов 3 л. мн. числа I спряжения -ють вместо -ят[29]: видють, просють, носють, любють, парють и др.
- Окончание глаголов 2 л. ед. ч. -тя вместо -те: вы несётя, вы любитя.
- Форма перфекта на -ши/-вши[30]: Девушка приехавши.
- Наличие простого будущего времени несовершенного вида, образующегося посредством приращения дополнительной приставки (по-, за- или поза-) к форме настоящего времени.
- Образование давнопрошедшего времени (плюсквамперфекта) посредством приращения дополнительной приставки к форме прошедшего времени совершенного вида (позагрызла) или удвоения приставки данной формы (поповылезли).

### Местоимения
- Формы местоимений мене, тобе, собе (с разными формами редукции: мяне, табе и др., см. выше), отражающие древнерусские мене, тобѣ, собѣ.
- Форма местоимения 3 л. ед. числа муж. р. йон.
- Местоимения ентот, ента, енто, енти (или с начальным э-) со значением «более далекий»: Вон энти (те) избы. Энти (те) жыли баɣата. Трёхрядовая форма указательных местоимений нехарактерна как для украинского, так и для литературного русского языка.

### Существительное и прилагательное
- Окончание существительных ср. р. в им. и вин. падежах -я вместо -е: поля, воскресенья.
- Произношение окончаний род. падежа -его, -ого через фрикативное /ɣ/, а не через /в/.
- Окончание им. падежа мн. числа существительных среднего рода на -и/-ы: сёлы, о́кны, по́ли.
- Существительные среднего рода с безударными окончаниями склоняются как существительные женского рода, то есть относятся к I склонению: из мя́сы, к мя́се, мя́су, с мя́сой[31].
- Инверсия форм родительного и дательного/предложного падежей существительных I склонения - у Лене (род. пад.), но к Лены (дат. падеж).

### Другое
- Формы наречий где, когда, тогда: иде, йде, ка(ɣ)да, тада[32][33].
- Формы предлогов и приставок ув, уво: ува сне́, ув Алёны, увашла́, увле́сть[34].
- Слово мышь мужского рода мыш: мыш пробег (мышь пробежала), мыша́ уловил (мышь поймал).
- Употребление в разговорной речи конструкции типа "спасателями детей отыскали".

### Словари
- Большой толковый словарь донского казачества. Около 18 000 слов и устойчивых словосочетаний / Ростовский гос. ун-т, Ф-т филологии и журналистики. — М.: Астрель, 2003. — 608 с.